# People Against Gangsterism and Drugs
People Against Gangsterism and Drugs (PAGAD) (en français Le peuple contre le crime organisé et les drogues) est un groupe créé en 1996 pour appliquer l’auto-justice dans la région de la Cape Flats du Cap en Afrique du Sud. L’organisation est connue pour sa violence contre les membres de gangs, utilisant l’incendie criminel et le meurtre. Bien que le PAGAD soit dans les années 2010 beaucoup plus petit que lors de ses premières années d’existence, l’organisation a été signalée comme croissante à nouveau à partir de 2014.

## Origines
Le PAGAD est créé par des membres du Congrès panafricain d'Azanie et d’habitants d’un township du Cap qui décident d’organiser des manifestations pour faire pression sur le gouvernement pour lutter contre le trafic de drogue et le crime organisé de manière plus efficace,. Cependant, le PAGAD prend progressivement les choses en main, pensant que la police n’engage pas assez d’actions contre les gangs. Initialement, la communauté et la police ont été réticents à agir contre les activités du PAGAD, reconnaissant la nécessité d’une action communautaire pour lutter contre la criminalité dans les communautés en proie aux gangs à Cape Flats,.
Au départ, le PAGAD s’adressa à des criminels célèbres pour les engager à cesser leurs activités criminelles, à défaut de quoi serait appliquée une "justice populaire". Un mode opératoire fréquent du PAGAD est d’incendier les habitations de trafiquants de drogue et de tuer des criminels. L’action du PAGAD connaît son apogée en 1996, lorsque le chef du gang Hard Livings, Rashaad Staggie, est battu et brûlé vif par une foule lors d’une marche à son domicile à Salt River. La police sud-africaine en vient à considérer le PAGAD comme une partie du problème plutôt qu’un partenaire dans la lutte contre la criminalité. Le PAGAD est finalement désigné comme une organisation terroriste par le gouvernement sud-africain,.
Les changements au sein de l’organisation à la suite des incidents de 1996 augmentent l’influence de personnalités très politisées et très expérimentées sur le plan organisationnel, issues de l’association avec des groupes islamistes radicaux tels que Qibla. De nouveaux dirigeants émergent et les liens avec d’autres structures se resserrent. Cela conduit à transformer le PAGAD de mouvement populaire de masse relativement non-religieux en un groupe plus petit, mieux organisé, mais aussi isolé à cause de son islamisme radical.
En 2000, la menace croissante des groupes d’autodéfense, a conduit le gouvernement de la province du Cap-Occidental à déclarer une "guerre contre les gangs" qui est devenu une priorité du gouvernement provincial de l’époque, dirigé par l’ANC.

## Les attentats du Cap
Bien que la direction du PAGAD a nié toute participation, le PAGAD G-Force, qui opère au travers de petites cellules, est considéré comme responsable de la mort d’un grand nombre de chefs de gangs, et aussi pour des attaques terroristes urbaines — notamment des attentats à la bombe — au Cap. Les attaques ont commencé en 1998. Elles comprennent neuf attentats à la bombe en 2000. En plus de cibler les chefs de gangs, des attaques ont été menées contre les autorités sud-africaines, des musulmans modérés, des synagogues, des boîtes de nuit pour homosexuels, des attractions touristiques, et des restaurants occidentaux[réf. nécessaire]. L’attaque la plus importante a été menée le 25 août 1998 contre le Planet Hollywood du Cap.
En 1998, Ebrahim Moosa, travaillant à l’université du Cap et critique à propos du PAGAD, a décidé de changer pour un poste aux États-Unis après que sa maison a été la cible d’une attaque à la bombe.
Le 7 septembre 2000, le magistrat Pieter Theron, qui s’occupait d’un dossier impliquant des membres du PAGAD, est assassiné dans une fusillade au volant.
La police n’a pas attribué d’actes de violence ou de vigilantisme au PAGAD depuis le mois de novembre 2002 et l’attaque des bureaux de l’unité des crimes graves de Bishop Lavis dans le Cap-Occidental. En 2002, le chef du PAGAD Abdus Salam Ebrahim a été reconnu coupable de violence publique et emprisonné durant sept ans. Bien qu’un certain nombre d’autres membres du PAGAD ont été arrêtés et condamnés, aucun ne l’a été pour les attentats à la bombe du Cap.

## Les activités en cours

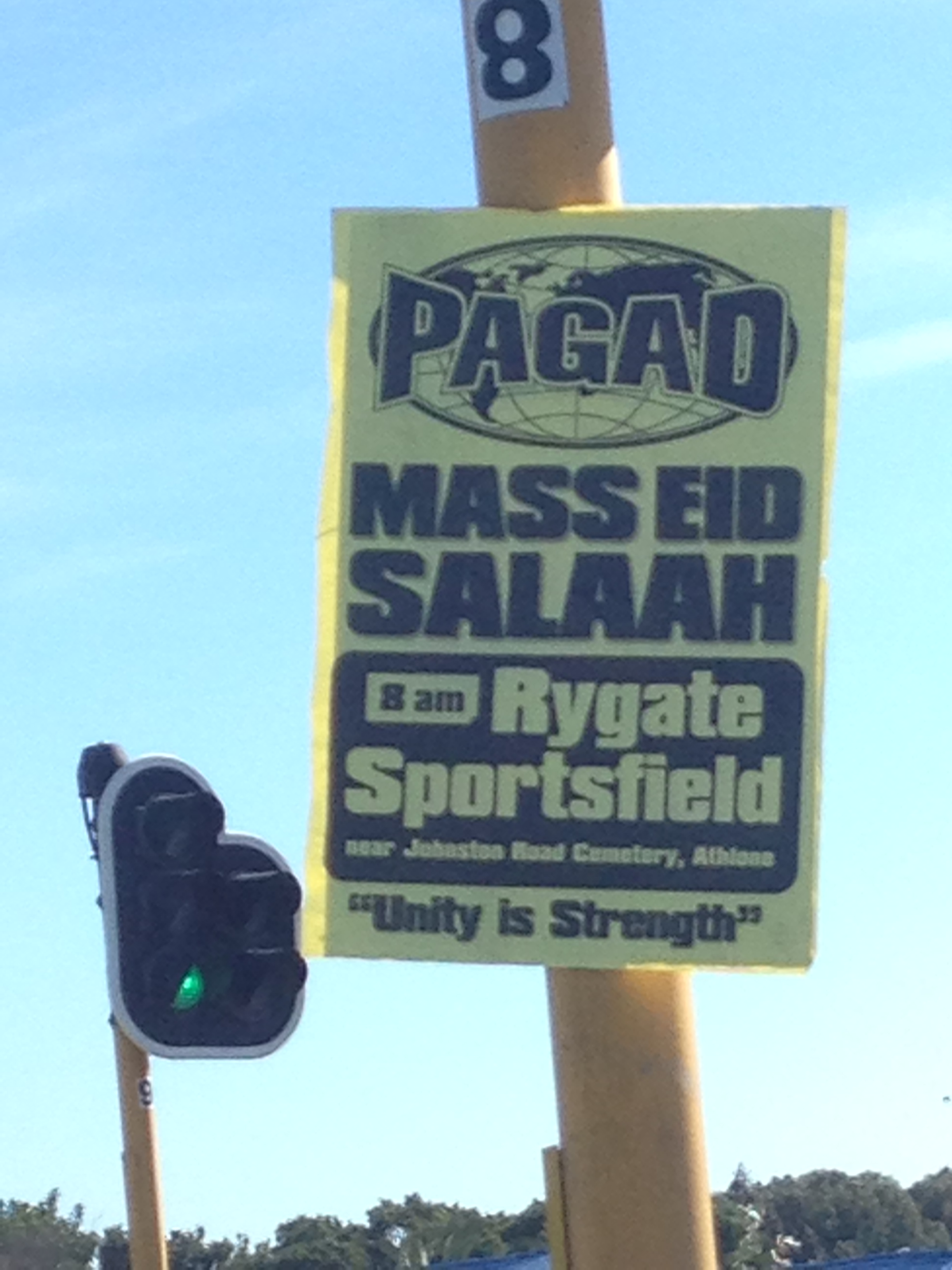
Poster annonçant un rassemblement de PAGAD pour célébrer la fin d’une période de prière de Salaah à Cape Town, Afrique du Sud, en 2014. Cet événement visait à mobiliser la communauté contre les gangs et le trafic de drogue.

Aujourd’hui, le PAGAD maintient une présence plus petite et moins visible dans la communauté des Malais du Cap.
Toutefois, dans la perspective des élections générales sud-africaines de 2014, il a été rapporté que l’organisation gagnait en force. Il y a eu plus de cortèges automobiles et défilés à Mitchell’s Plain en février-mars 2014 que durant l’ensemble de l’année 2013. L’une des plus grandes marches du PAGAD en 2014 a été rejointe par le EFF, le plus grand parti d’extrême-gauche qui a exprimé son soutien à l’organisation.